# Ochna cinnabarina
Ochna cinnabarina är en tvåhjärtbladig växtart som beskrevs av Adolf Engler och Gilg. Ochna cinnabarina ingår i släktet Ochna och familjen Ochnaceae. Inga underarter finns listade i Catalogue of Life.